# Parachute
«Parachute» — песня американского певца Криса Стэплтона, вышедшая 2 мая 2016 года в качестве третьего сингла с его первого студийного альбома Traveller (2015).

## История
В музыкальном плане песня «Parachute» исполняется с использованием банджо и акустической гитары, в которой рассказчик поёт о том, что он здесь для того, кого он любит: «Детка, скажи только слов и я буду здесь твоим парашютом».
Песня получила положительные отзывы музыкальной критики и интернет-изданий: Taste of Country.
Стэплтон исполнил «Parachute» на концерте во время церемонии CMT Music Awards в июне 2016 года, при участии Dave Cobb, Mickey Raphael, Robby Turner, и своей Morgane.

## Коммерческий успех
Песня достигла позиции № 12 в американском кантри-чарте Billboard's Hot Country Songs. К декабрю 2016 года тираж сингла достиг 248,000 копий в США.

## Позиции в чартах
| Чарт (2016-17)                    | Высшая позиция |
| --------------------------------- | -------------- |
| Канада (Billboard Country)        | 34             |
| США (Billboard Hot 100)           | 78             |
| США (Billboard Country Airplay)   | 17             |
| США (Billboard Hot Country Songs) | 12             |

## Сертификация
| Регион | Сертификация | Продажи |
| --- | ------------ | ------- |
| Канада (Music Canada) | Золотой      | 40 000  |
| США (RIAA) | Золотой      | 500 000 |
| * Данные о продажах приведены только на основе сертификации. · ^ Данные о тиражах приведены только на основе сертификации. · Данные о продажах + прослушиваниях приведены только на основе сертификации. |              |         |